# دهنو بالا (قلعة قاضي)
دهنو بالا (بالفارسية: دهنو بالا) هي قرية تقع في إيران في قسم قلعة قاضي الريفي. يقدر عدد سكانها بـ 780 نسمة .